# Kommunismus bei Marx und Engels
Der Begriff des Kommunismus nimmt in den Theorien von Karl Marx und Friedrich Engels eine Schlüsselposition ein und ist vom allgemeinen vormarxistischen Begriff abzugrenzen.

## Begriffsbestimmung
Die Theorie des Kommunismus wird von Marx und Engels vor allem in den Werken Ökonomisch-philosophische Manuskripte (Marx 1844), Grundsätze des Kommunismus (Engels 1847) und Manifest der Kommunistischen Partei (Marx/Engels 1848) erläutert. Dabei handelt es sich jedoch, im Gegensatz zur kritischen Analyse des Kapitalismus, in erster Linie um theoretische Schlüsse aus dem Gang der Geschichte, für deren Fortgang zwar einige konkrete Maßnahmen und Ziele formuliert werden, welche aber ausdrücklich im historischen Kontext interpretiert werden sollen und mit sich verändernden Umständen ihre unmittelbare Gültigkeit verlieren:

„Die praktische Anwendung dieser Grundsätze, erklärt das ‚Manifest‘ selbst, wird überall und jederzeit von den geschichtlich vorliegenden Umständen abhängen, und wird deshalb durchaus kein besonderes Gewicht auf die am Ende von Abschnitt II vorgeschlagenen revolutionären Maßregeln gelegt.“

Durch die insbesondere von Marx vertretene Zusammenführung von Theorie und Praxis fällt dem Begriff des Kommunismus in der marxistischen Theorie eine Doppelrolle zu: Der Kommunismus wird einerseits als finale Stufe der gesellschaftlichen Entwicklung beschrieben, in der die Klassengegensätze aufgehoben sind und so keine ökonomischen Interessenkonflikte mehr herrschen. Engels spricht dabei von praktischem Kommunismus:

„Einstweilen will ich unter den vielen möglichen Wegen der Vorbereitung nur einen einzigen erwähnen, von dem in der letzten Zeit mehrfach die Rede gewesen ist –, nämlich die Durchführung dreier Maßregeln, welche notwendig den praktischen Kommunismus zur Folge haben müssen.“

Andererseits wird auch die gesellschaftliche Bewegung, welche das Ziel des Kommunismus verfolgt, als Kommunismus bezeichnet:

„Ein Gespenst geht um in Europa – das Gespenst des Kommunismus. (…) Der Kommunismus wird bereits von allen europäischen Mächten als eine Macht anerkannt.“

„Der Kommunismus ist für uns nicht ein Zustand, der hergestellt werden soll, ein Ideal, wonach die Wirklichkeit sich zu richten haben [wird]. Wir nennen Kommunismus die wirkliche Bewegung, welche den jetzigen Zustand aufhebt.“

## Kommunismus als Gesellschaftsform

### Zustandekommen
Für Marx und Engels war das Zustandekommen des Kommunismus zwangsläufig mit einer vorherigen revolutionären Nivellierung der gesellschaftlichen Verhältnisse verbunden. Anders als z. B. von Lenin propagiert und oft fälschlicherweise Marx und Engels selbst zugeschrieben, war jedoch eine Revolution im Sinne eines gewalttätigen Sturzes der politischen Elite nicht zwangsläufig mit dieser Idee verbunden. Im Gegenteil war eine starke kommunistische Bewegung für Engels ein Mittel, um einen seiner Meinung nach andernfalls unvermeidlichen blutigen Konflikt zu vermeiden:

„Sind diese Folgerungen richtig, m[eine] H[erren], ist die soziale Revolution und der praktische Kommunismus das notwendige Resultat unserer bestehenden Verhältnisse –, so werden wir uns vor allen Dingen mit den Maßregeln zu beschäftigen haben, wodurch wir einer gewaltsamen und blutigen Umwälzung der sozialen Zustände vorbeugen können. Und da gibt es nur ein Mittel, nämlich die friedliche Einführung oder wenigstens Vorbereitung des Kommunismus.“

Mehrfach machten die Autoren jedoch Vorschläge zur Schaffung der Voraussetzungen für den Kommunismus (Manifest der Kommunistischen Partei, MEW 4, S. 481; Zwei Reden in Elberfeld, MEW 2, S. 547f; Grundsätze des Kommunismus, MEW 4, S. 361–380). Primär war dabei stets die Forderung nach der Vergesellschaftung der Produktionsmittel, also der Enteignung des sich in Privatbesitz befindlichen Kapitals, um es mittelbar oder unmittelbar auf alle Menschen verteilen zu können. Engels schlug zu diesem Zweck 1845 eine allgemeine, progressive Kapitalsteuer vor, die die bestehenden Steuern ersetzen sollte. 1847 schlägt er die allmähliche Expropriation der Grundeigentümer, Fabrikanten, Eisenbahnbesitzer und Schiffsreeder, teils durch Konkurrenz der Staatsindustrie, teils direkt gegen Entschädigung in Assignaten vor.
Weitere Forderungen waren u. a. ein verpflichtendes staatliches Erziehungs- und Bildungswesen, die Schaffung von Kolonien für Arme, in denen diese gemeinschaftlich für ihren Lebensunterhalt arbeiten, die Abschaffung oder Einschränkung des Erbrechts, eine allgemeine Arbeitspflicht und die staatliche Zentralisierung des Kreditsystems.
Marx und Engels waren der Meinung, dass die Bourgeoisie sich dieser Bestrebung mit Gewalt widersetzen würden und sahen es als richtig an, dass sich die Arbeiterklasse in diesem Fall mit Gewalt durchsetzt. Sie hielten es aber für wünschenswert, dass die Maßnahmen auf friedlichem Wege durchführbar seien:

„Es wäre zu wünschen, daß dies geschehen könnte, und die Kommunisten wären gewiß die letzten, die sich dagegen auflehnen würden. Die Kommunisten wissen zu gut, daß alle Verschwörungen nicht nur nutzlos, sondern sogar schädlich sind. Sie wissen zu gut, daß Revolutionen nicht absichtlich und willkürlich gemacht werden, sondern daß sie überall und zu jeder Zeit die notwendige Folge von Umständen waren, welche von dem Willen und der Leitung einzelner Parteien und ganzer Klassen durchaus unabhängig sind.
Sie sehen aber auch, daß die Entwicklung des Proletariats in fast allen zivilisierten Ländern gewaltsam unterdrückt und daß hierdurch von den Gegnern der Kommunisten auf eine Revolution mit aller Macht hingearbeitet wird. Wird hierdurch das unterdrückte Proletariat zuletzt in eine Revolution hineingejagt, so werden wir Kommunisten dann ebensogut mit der Tat wie jetzt mit dem Wort die Sache der Proletarier verteidigen.“

Gleichzeitig versuchten sie aber, im Bürgertum die Bereitschaft zu schaffen, eine friedliche Umgestaltung zugunsten einer Nivellierung der gesellschaftlichen Verhältnisse mitzutragen. So warnte Engels 1845 in den Zwei Reden in Elberfeld davor, wolle man nicht die blutige Lösung des sozialen Problems, müsse man sich ernstlich und unbefangen mit der sozialen Frage beschäftigen und es sich angelegen sein lassen, das unsrige zur Vermenschlichung der Lage der modernen Heloten beizutragen.
Die Phase, in denen die Maßnahmen zur Nivellierung der Klassenunterschiede durchgeführt werden, wird oft als Diktatur des Proletariats oder Sozialismus bezeichnet. Jedoch wird die erste Bezeichnung insbesondere von Marx nur in wenigen kurzen Darstellungen (in den Werken von Marx und Engels wörtlich insgesamt neunmal), die zweite gar nicht in diesem Zusammenhang erwähnt.

### Politische Ordnung
Marx und Engels haben sich nicht im Detail über ihre Konzeption des Kommunismus geäußert. Kern der Idee des Kommunismus ist aber das ökonomische Gemeineigentum. Die Menschen hätten im Kommunismus nach wie vor die Macht, sich gesellschaftliche Produkte anzueignen, er nimmt nur die Macht, sich durch diese Aneignung fremde Arbeit zu unterjochen.